# Kopfkürzung
Kopfkürzung ist ein Begriff aus der Verzahnungs- und Getriebelehre.
Zahnräder mit Kopfkürzung haben eine verringerte Zahnkopfhöhe.
Die relativ selten durchgeführte Kopfkürzung wird bei höher belasteten Zahnrädern angewendet, wenn bestimmte Probleme im Betrieb eines Getriebes zu erwarten sind.
Bei starker Belastung verformt sich der im Eingriff befindliche Zahn („er wird weggedrückt“). Wenn nun der nächste, noch unbelastete Zahn zum Eingriff kommt, stößt dieser mit der Zahnkopfecke gegen die Flanke des Gegenradzahnes. Das führt zu einem deutlich lauteren Geräusch und zu höherem Verschleiß.
Durch die Kopfkürzung können diese Probleme vermieden werden. Bei der Fertigung verringert man dazu den Außendurchmesser des Zahnrades entsprechend der gewünschten Kopfkürzung, was sehr einfach durchzuführen ist.
Der Betrag der Kopfkürzung in Millimetern berechnet sich aus dem Kopfkürzungsfaktor k multipliziert mit dem Modul, also k·m.

## Alternative zur Kopfkürzung
Um das genannte Eingriffsproblem zu vermeiden, setzt man häufig eine Kopfflankenrücknahme ein. 
Hierbei wird der Zahn im Bereich des Zahnkopfes etwas dünner gefertigt, so dass die Ecke des Zahnkopfes nicht mehr zu früh gegen die Flanke des Gegenrades stößt.
Bei dieser Alternative verliert man nichts von der tragenden Zahnhöhe. Sie lässt sich auf modernen Zahnflankenschleifmaschinen problemlos fertigen.